# Džamije u sudanskom stilu na sjeveru Obale Bjelokosti
Zbirka džamija na sjevernu Obale Bjelokosti izgrađena je u sudanskom stilu koji je prvi put donesen u Malijsko carstvo u 14. stoljeću.

## Imena i lokacije džamija
- Džamija Kaouara, koja se nalazi u podprefekturi Ouangolovougou
- Džamija Tengréla, smještena je u podprefekturi Tengréla
- Džamija Kouto, koja se nalazi u podprefekturi Kouto
- Džamija Nambira, smještena je u podprefekturi M'bengué
- Dvije džamije u Kongu, smještene su u podprefekturi Kong[1]

## Status svjetske baštine
Ova zbirka mjesta dodana je na UNESCO-ov popis svjetske baštine 2021. godine.

## Vanjske poveznice
- Centar za svjetsku baštinu: Kriteriji za odabir